# Defiance (Metal-Band)
Defiance ist eine US-amerikanische Thrash-Metal-Band aus Oakland, die im Jahr 1985 gegründet wurde. Sie gilt als eine der unbekannteren Bands aus der Bay-Area-Thrash-Metal-Szene.

## Geschichte
Die Band wurde im Jahr 1985 von dem Gitarristen Brad Bowers, dem Bassisten Mike Kaufmann und dem Schlagzeuger Matt Vander Ende gegründet. 1986 stieß Gitarrist Doug Harrington zur Aufstellung, wurde jedoch kurze Zeit später im Sommer des Jahres durch Jim Adams ersetzt. Nach fünf Monaten verließ Bowers die Band und wurde durch den zur Band zurückkehrenden Doug Harrington ersetzt.
Anfang 1987 komplettierte der Sänger Mitch Mayes die Band. Defiance hielt einige Auftritte und nahmen ihr erstes Demo auf. Nach den Aufnahmen verließ Mayes die Band wieder und wurde durch Ken Elkinton ersetzt. Kurz danach nahm sie das zweite Demo namens Hypothermia auf. Durch dieses Demo erregte sie die Aufmerksamkeit von Roadrunner Records und erreichte einen Vertrag mit diesem Label im Sommer 1988. Die Band reiste nach Vancouver, Kanada und nahm dort ihr erstes Album unter der Leitung des Produzenten Jeff Waters von Annihilator auf. Das Debütalbum Product of Society wurde im Jahr 1989 veröffentlicht. Kurz nach der Veröffentlichung wurde Sänger Elkinton durch Steev Esquivel ersetzt.
Im 1990 nahm sie ihr zweites Album namens Void Terra Firma in den Prairie Sun Recording Studios in Cotati, Kalifornien, auf. Produziert wurde das Album von John Cuniberti. Im Jahr 1992 veröffentlichte Defiance das Album Beyond Recognition. Es wurde in den Bayview Studios in Richmond, Kalifornien, aufgenommen und von Rob Beaton (Buckethead, Heathen) produziert. Im selben Jahr verließen Adams und Vander Ende die Band. Anfang 1993 traten Brian Wenzel (E-Gitarre) und Mike Bennett (Schlagzeug) kurzzeitig der Band bei. Der Gitarrist Jim Adams kehrte bald zurück und die Band konzentrierte sich auf Live-Auftritte und auf das Schreiben von neuen Stücken. Tyson Leeper trat als neuer Schlagzeuger für kurze Zeit der Band bei, während sich der Sänger Steev Esquivel wiederum entschied, die Band zu verlassen. Dave White (Heathen) stieß als neuer Sänger zur Band, zusammen mit dem Schlagzeuger Paul Palmer. Zusammen nahm sie das Demo Wasting Creation auf, das von Rob Beaton produziert wurde.
Noch im selben Jahr löste sich die Band auf. Einige Mitglieder gründeten die Band Inner Threshold, die sich jedoch bald wieder auflöste, sodass einige Mitglieder wiederum eine neue Band namens Under gründeten. Under löste sich 1999 wieder auf.
Im Jahr 2005 fand sich Defiance wieder zusammen mit den vier Originalmitgliedern und Schlagzeuger James „Flatline“ Raymond und arbeitete auf ein weiteres Album hin. Im November 2006 verstarb der Gitarrist Doug Harrington. Die Band nahm sich vor, das Projekt zu Ehren Harringtons zu beenden und setzte so mit Mark Hernandez am Schlagzeug die Arbeit fort.
Im September 2008 unterschrieb Defiance einen Vertrag bei Candlelight Records. Ihr neues Album The Prophecy wurde am 19. Oktober 2009 veröffentlicht. Nach der Veröffentlichung verließen Mark Hernandez und Steev Esquivel die Band, um sich ihren Bands Forbidden und Skinlab zu widmen. Shawn Bozarth stieß als neuer Gitarrist und Keven Albert als neuer Sänger zur Band.
Am 19. Dezember 2009 in Berkeley im Bundesstaat Kalifornien spielten Defiance ihr erstes Konzert seit 15 Jahren. Mit Burton Ortega fand man kurze Zeit später zudem einen neuen Schlagzeuger.
Auf der offiziellen Website der Band wurde Anfang Januar 2012 die Auflösung bekannt gegeben.
2020 gab die Band bekannt, dass sie sich erneut zusammenfinden werden und eine Kollektion ihrer alten Demos herausbringen wollen. Ebenfalls ist ein neues Album geplant.

## Stil
Defiance spielte auf ihrem ersten Album klassischen Thrash Metal aus den 1980er Jahren. Das Spieltempo war dabei stets hoch gehalten. Schon auf dem nächsten Album fanden progressive Elemente Eingang in die Musik. In ihrem dritten Album Beyond Recognition wandte sich die Band noch deutlicher dem progressiven Thrash Metal zu. Es enthält ungerade Takte, komplexe Liedstrukturen und mehrere Tempowechsel. Auch der melodische Gesang von Sänger Steev Esquivel unterscheidet sich deutlich vom ersten Album.
Auf ihrem bisher letzten Album The Prophecy kehrte Defiance zu einfacheren Strukturen zurück. Kritiker sahen hier auch eine zu große Ähnlichkeit mit den letzten Alben der Band Testament.

## Diskografie
- 1988: Hypothermia (Demo, Eigenveröffentlichung)
- 1989: Product of Society (Album, Roadrunner Records)
- 1990: Void Terra Firma (Album, Roadrunner Records)
- 1992: Beyond Recognition (Album, Roadrunner Records)
- 1994: Wasting Creation (Demo, Eigenveröffentlichung)
- 2007: Insomnia (Kompilation, Metal Mind Productions)
- 2009: The Prophecy (Album, Candlelight Records)